# 阮頌陽
阮頌陽（英語：Brian Yuen Chung Yeung，1991年9月29日—），原名阮頌揚，香港男演員、節目主持及前香港電台DJ。

## 個人簡介
畢業於香港中文大學，主修心理學，副修西班牙文，更以尖子成績取得一級榮譽畢業。
自小熱愛舞台及表演，2016年簽約國藝娛樂有限公司成為旗下藝人，並已於2023年年初完約。 2025年加盟邵氏兄弟成為旗下藝人。
小學就讀於東華三院高可寧紀念小學。曾於第54屆香港學校朗誦節英語獨誦比賽奪得冠軍，更獲頒發東華傑出學生獎及獎學金。
中學就讀於東華三院陳兆民中學。對話劇抱有濃厚興趣，曾在社際話劇比賽中奪得「最佳演員獎」，及後曾兩度參演校內英語話劇 ，均擔任男主角。此外，對朗誦藝術尤有興趣，更分別於第55屆香港學校朗誦節英語獨誦及中文獨誦比賽奪得冠軍及亞軍、第57屆及第59屆香港學校朗誦節中文獨誦比賽奪得冠軍。
於香港中學會考 中考獲兩優四良成績，其中數學及附加數學、以及英語寫作和中英文口試均奪A級成績。
其後，於當時被喻為「預科名校」保良局莊啟程預科書院繼續升讀預科，並於香港高級程度會考中考獲一優一良成績，當中化學、中文文化卷、聆聽和口試及英文閱讀和口試均奪A級成績。
大學就讀於香港中文大學，主修當時校內首五門受歡迎學科的心理學，副修西班牙文，更擔任大學跳舞學會的內務副會長。
於大學二年及三年級，連續兩年入選為社會科學院院長嘉許名單及書院嘉許名單，最後以GPA3.72的分數(滿分為4分）取得一級榮譽畢業。
2016年簽約國藝娛樂有限公司成為旗下藝人，已於2023年年初完約。
2020年，因受新冠病毒疫情影響，在補習學校擔任兼職補習導師，任教香港中學文憑試化學科。
2023年2月成為香港電台瘋show快活人主持，逢星期一及二開咪；並於2025年6月暫別節目。

## 演出作品

### 電影
| 上映時間                  | 電影名稱             | 飾演角色                 | 合作演員                                       |
| ------------------------- | -------------------- | ------------------------ | ---------------------------------------------- |
| 2017年                    | 我們的6E班           | 馬小崗 (學生主角)        | 孫耀威、張慧儀、洪天明、馮素波、方力申、張國強 |
| 2017年                    | 神諭通天（內地院線） | 高雲龍（男主角）         | 夏文汐、敖犬、蔡詩芸                           |
| 2019年 完成拍攝（未上映） | 婚姻的童話           | Tango老師 Brian （主演） | 陳煒、莊思敏                                   |
| 2023年                    | 源生罪               | 樊博權（任達華年輕版）   | 吳家麗、吳浣儀                                 |

### 電視劇
| 上映時間 | 電視劇名稱             | 飾演角色              | 合作演員                                                |
| -------- | ---------------------- | --------------------- | ------------------------------------------------------- |
| 待播     | 上山吧！兄弟           | 高雲龍/幺sir (男主角) | 盛君、謝君豪、駱達華、敖犬 康康、蔡詩雲、張慧儀、陳嘉桓 |
| 待播     | 尷了個尬               | 張野 (男主角)         | 駱達華、蘇濛濛、張朋                                    |
| 2019     | 愛奇藝 愛上北斗星男友  | 富家明星 紫陽         | 張銘恩、徐璐                                            |
| 2023     | 《我們之間2 — 隔離屋》 | 神探呀基（男主角）    | 陳紫萱、呂珊                                            |
| 2023     | 《超時空氣候任務》     | 未來時空旅行者Steven  | 林千渟                                                  |

### 微電影
| 上映時間 | 節目名稱                      | 飾演角色             |
| -------- | ----------------------------- | -------------------- |
| 2021     | 第八屆微電影「創+作」支援計劃 | 《誰是受害者》男主角 |

### 舞台劇
| 上映時間 | 舞台劇名稱                   | 飾演角色             | 合作演員         |
| -------- | ---------------------------- | -------------------- | ---------------- |
| 2017年   | 當我回來，你還會和我一起飛？ | Richard (第二男主角) | 黃美棋、 鍾健威  |
| 2022年   | 出發2022                     | 方向(第一男主角)     | 袁富華（總導演） |
| 2023年   | 喝彩                         | 男主角               | 高志森（總導演） |

## 綜藝及資訊
- 2019年ViuTV全民造星II
- 2020年ViuTVERROR 自救TV Episode1
- 2021年TVB好聲好戲之聲級學堂
- 2022年RTHK新時代奮鬥者
- 2022年RTHK香港行山節（節目主持）
- 2023年RTHK《潮青誌》
- 2023年RTHK《第十五屆香港盃外交知識競賽參訪團》（北京/廈門）
- 2024年RTHK《廣東話去旅行》雲南篇
- 2024年RTHK《廣東話去旅行》山西篇
- 2024年RTHK《廣東話去旅行》日本篇
- 2024年RTHK《港樂·講樂》
- 2024年RTHK 《第十六屆香港盃外交知識競賽參訪團》（北京/甘肅）
- 2025年RTHK《中華知識王》
- 2025年RTHK《林則徐：虎門銷烟以外》

## MV
- 2017年香港女子組合Twins MV 《有約》
- 2017年香港女子組合Twins MV 《失約》

## 廣告
- 2020 Viennetta 廣告《香橙味篇》
- 2020 Viennetta 廣告《三色口味篇》
- 2019 史雲生清雞湯（吊桶男篇）
- 2018 自由鳥Birdie 野外露營篇
- 2016 Englishtown 廣告《答非所問篇》
- 2016 Englishtown 廣告《扮忙篇》
- 2016 Englishtown 廣告《I am fine 篇》

## 司儀、電台及節目主持
- 《「出發2022」唱響時代金曲青年文藝音樂會》大會司儀
- 香港電台《瘋show快活人》主持
- 香港電台《潮青誌》節目主持
- 2023《香港電台十大中文金曲頒獎典禮》大會司儀
- 2023珠海中秋晚會《共此一橋明月》大會司儀
- 《器官捐贈日2023》大會司儀
- 2023七台聯播《共建美好社區大匯演》大會司儀
- 2024香港電台電視劇《證義搜查線之騙局拼圖》啟播禮大會司儀
- 2024香港電台《京粵港同心同行 三語共融迎綠色奧運》大會司儀
- 2024《香港電台十大中文金曲頒獎典禮》大會司儀
- 2024 香港電台《紫荊綻放耀香江》「我的中國心」香港青少年國情體驗短片徵集展映活動啓動暨《香港之味》啓播儀式 大會司儀
- 2024 【紅聚灣區 共創未來】廣州市廣播電視台與小紅書戰略合作發佈會暨大灣區小紅書電商運營中心賦能解讀 大會司儀
- 2024 《獅子山下：百味人生 愛你所愛》啟播禮 大會司儀
- 2024 香港電台x台灣中天電視台x上海東方衛視【兩岸青年論壇：Z世代智未來】大會司儀
- 2024-25年度香港電台與政制及內地事務局合作推廣《憲法》、《基本法》及愛國主義教育節目啟動禮 大會司儀
- 2025《香港電台乙巳蛇年新春團拜》大會司儀
- 2025《香港非遺月2025》記者招待會 司儀
- 2025《香港電台十大中文金曲頒獎典禮》大會司儀
- 2025 文化體育及旅遊局呈獻 康樂及文化事務署策劃《中華文化節2025開幕節目暨酒會》大會司儀

## 慈善公益
於2017年獲邀成為赤腳仁心愛心大使
2017年11月以赤腳仁心愛心大使身份前往廣西偏遠村落：北海洋江村及山角村，作三日兩夜的親善探訪。同行嘉賓有前食物及衛生局前局長高永文及前勞工及福利局前局長蕭偉強。
2018年參與社企《好聲》發聲書《書劍恩仇錄》錄製，義務聲演男主角陳家洛（林家棟 聲演）的近身書僮—心硯。更以書中主角身份出席2018年香港書展新書發布會，支持長者及視障人士等弱勢社群，推動社會共融。其他參與藝人名人包括：邵美琪、鄧麗欣、陶傑、向海嵐、馬時亨、鄭丹瑞、陳百祥等。
2018年9月獲邀出席仁濟醫院第九屆慈善遙控模型車格蘭披治邀請賽，為協助更生人士的「仁濟明日更生慈善基金」籌款擔任表演嘉賓，並於慈善賽中勇奪全場總冠軍。

## 經歴
2016年拍攝電影《我們的6E班》時，在戲中飾演Brian母親的張慧儀收了Brian為契仔。
2017年，修畢為期三個月的演技課程。導師為鍾景輝先生及余俊峰先生。
2018年，參演愛奇藝年度劇《愛上北斗星男友》。完成其戲份後，繼續留組當幕後替身一百天，藉此苦練普通話。
2019年，修畢為期三個月的進階演技課程。導師為鍾景輝先生、余俊峰先生，以及電影金像獎導演歐文傑先生。
2019年拍攝電影《婚姻的童話》，與陳煒上演激情床戲，首次獻出其熒幕初吻。
2019年參加VIUTV 大型偶像綜藝節目《全民造星2》。節目由6月份開始拍攝，同年12月完結。Brian因三次跌入淘汰區仍能復活，所以有「復活不死鳥」的稱號。其後的《自戀王子》表演造型突出，被評判喻為《小甜甜》漫畫的安東尼。而其最後一次的小組表演飾演《唐伯虎點秋香》的唐伯虎，因表現生鬼有趣，被監制花姐、導師們及不少觀眾讚賞。最後憑其不俗的唱跳綜合實力，取得十強一席位。決賽於12月15號邵氏片場舉行。
決賽當晚，Brian先演唱抒情歌《終於等到你》，其深情演技獲評判之一的ViuTV董事總經理讚賞。其後跳唱Rihanna的RudeBoy及S&M，大玩SM主題，其忘我投入的火熱度令觀眾留下深刻印象。
2020年，因疫情緣故，影視界陷入寒冬。空檔期間，Brian報讀邵氏首創的網上演技訓練班「SHOW 8」，並由資深演藝界創作人鄭丹瑞先生為首席執行官，亦有演藝前輩惠英紅、黎耀祥及劉偉強導演等作嘉賓分享演藝心得。為期四個月，課程於同年8月完成。
2021年，參加TVB配音綜藝節目《好聲好戲之聲級學堂》，從幾百人當中揀選成為最後20名學員。 為期10課的配音課程 ，學員需接受一系列的專業配音訓練，當中包括黃鳳英、雷碧娜、梁偉德等多位重量級配音導師。
2022年，參加香港電台演藝競技節目《新時代奮鬥者》。經過為期6個月的演藝訓練，當中包括廣播、歌唱、跳舞及演技培練，成功獲得首位《最佳奮鬥者》名銜。於演技考核試中，出演改編自舞台劇《暗戀桃花源》老人一角，成功通過星級評判袁富華、劉雅麗、楊詩敏等考核，並獲得劉雅麗評判讚賞。同年9月，於九龍灣國際展貿中心匯星Star Hall出演畢業舞台劇《出發2022》，並擔任男主角方向一角。
2023年2月，加入香港電台《瘋show快活人》，夥拍主持人梁繼璋、李麗蕊及馬小強，逢星期一及二開咪。
2023年5月，擔任香港電台《十大中文金曲頒獎典禮》大會司儀，夥拍司儀李志剛及黃天頤。典禮於紅磡體育館舉行，並直播進行。
2023年8月，於屯門大會堂出演春天實驗劇場音樂劇《喝彩》，飾演男主角Danny，向香港樂壇一代巨星張國榮和陳百強致敬。
2023年9月，獲主辦方邀請出席於北京舉辦的《中國國際時裝周》。
2023年12月，代表香港電台於西九文化區擔任《共建美好社區大匯演》七大電子傳媒現場聯播大會司儀。
2024年6月，擔任香港電台《十大中文金曲頒獎典禮》大會司儀，夥拍司儀李志剛及黃天頤。典禮於九龍灣展貿中心舉行，並直播進行。
2025年，拍攝歷史紀錄片《林則徐：虎門銷烟以外》，走訪新疆、河南、陝西、浙江、福建等多個省份，行程逾三萬里，歷時逾6個月。
2025年6月，擔任香港電台《十大中文金曲頒獎典禮》大會司儀，夥拍司儀李志剛及黃天頤。典禮於紅磡體育館舉行，並直播進行。
2025年7月，加盟邵氏兄弟成為旗下藝人。

## 報道中
- 感謝冼國林提攜！阮頌陽被推薦爭新人獎 （页面存档备份，存于）
- 拍MV獲阿嬌稱讚　阮頌陽感謝冼國林提攜 （页面存档备份，存于）
- 阮頌陽殺入舞台劇界　挑戰做反派！ （页面存档备份，存于）
- 參觀地震遺址　陳嘉桓阮頌陽泣不成聲 （页面存档备份，存于）

- 鬧足20分鐘　阮頌陽慘被批花瓶Hurt爆 （页面存档备份，存于）
- 阮頌陽扮女人被ban！花姐睇到噴晒血 （页面存档备份，存于）
- 阮頌陽化身Chok爆韓仔 （页面存档备份，存于）

- 阮頌陽處男紅館做司儀　淡定獲讚 （页面存档备份，存于）

- 阮頌陽赴北京睇時裝騷　不忘捧偶像場 （页面存档备份，存于）

## 外部連結
- 阮頌陽的Facebook專頁
- 阮頌陽的Instagram帳戶
- 阮頌陽的新浪微博